# Stormie Jones

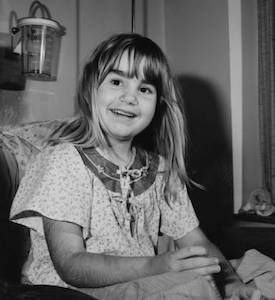
Stormie Jones

Het zesjarige meisje Stormie Jones (30 mei 1977 - 11 november 1990) uit Texas was de eerste persoon die een geslaagde gecombineerde hart-levertransplantatie onderging.
De chirurgie werd uitgevoerd in het kinderziekenhuis van Pittsburgh door Dr. Starzl en zijn team op 14 februari 1984. Deze operatie was belangrijk omdat het bewijs geleverd zou worden dat de lever de cholesterol controleert die in het menselijk lichaam wordt gevonden. Stormie overleed op 11 november 1990. Haar overlijden was gerelateerd aan het feit dat haar lichaam het donorhart afstootte.
Dr. Michael S. Brown en Dr. Joseph L. Goldstein ontvingen in 1985 de Nobelprijs voor geneeskunde door hun onderzoek op Stormie Jones. Ze kregen deze prijs voor het beschrijven van de regulatie van het cholesterolmetabolisme.